# Gouise
 Gouise  là một xã ở tỉnh Allier thuộc miền trung nước Pháp.